# Carl Friedrich Pöppelmann

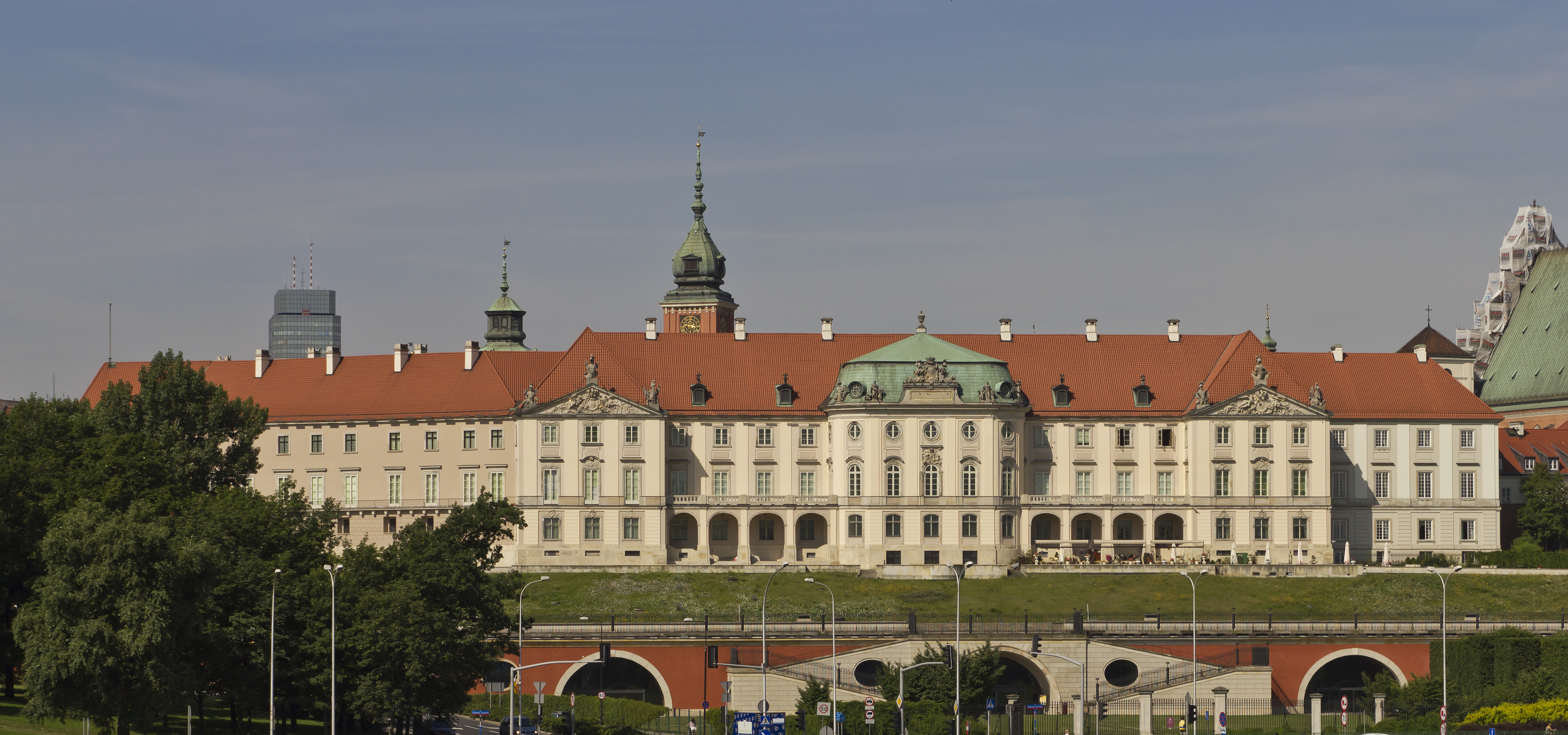
Wschodnia fasada Zamku Królewskiego w Warszawie (od strony Wisły)

Carl Friedrich Pöppelmann (ur. 1697 w Dreźnie, zm. 14 lutego lub 2 marca 1750 w Warszawie) – architekt saski projektujący w stylu dojrzałego baroku, syn Matthäusa Daniela Pöppelmanna.

## Życiorys
W 1714 dołączył do Urzędu Budowlanego w Dreźnie w Saksonii, jako niepłatny pracownik. W 1715 uzyskał stopień podporucznika w Saskim Korpusie Inżynieryjnym. W 1717 jego stanowisko zostało przekształcone w stanowisko etatowe. 
W 1724 przyjechał do Warszawy do króla Augusta II Mocnego. Od tego czasu przebywał w Polsce wraz ze swoim ojcem, gdzie podjął się wznoszenia wielu budowli w stylu dojrzałego baroku, dzięki czemu styl rokoko drezdeńskiego zadomowił się w polskiej stolicy. Był pracownikiem Saskiego Urzędu Budowlanego w Warszawie. 1 lipca 1725 awansował na kapitana. W 1729 lub 1730 awansował na podpułkownika, pomijając stopień majora. Między innymi w 1726 był odpowiedzialny za kontynuację budowy pałacu Saskiego, którą rozpoczęto w 1715 z Joachimem Danielem von Jauchem, który głównie zajmował się sprawami urzędowymi. Również w 1726 był odpowiedzialny za odbudowę Błękitnego Pałacu z Danielem Jauchem i Johannem Sigmundem Deybelem von Hammerau.
Pöppelmann, który awansował do stopnia generała majora, pracował również nad budową fortyfikacji. W 1742 zastąpił Johanna Christopha von Naumanna na stanowisku Dyrektora Generalnego Budownictwa Akcyzowego w Saksonii. W uznaniu jego zasług, został w tym samym roku uhonorowany tytułem szlacheckim tytułem. W dniu 19 lutego 1747 roku Pöppelmann został generałem majorem. Zmarł w Warszawie. Jego następcą został jego asystent, Johann Christoph Knöffel.

## Realizacje
- 1726 - współprojektowanie z Janem Zygmuntem Deyblem i Joachimem Danielem Jauchem Pałacu Błękitnego w Warszawie;
- 1737-1739 - przebudowa Pałacu Kazimierzowskiego (Aleksandra Józefa Sułkowskiego) w Warszawie;
- 1738 - Nowy Zamek w Grodnie na zlecenie króla Augusta III Sasa (1738-1742);
- 1740-1747 - wschodnia fasada Zamku Królewskiego w Warszawie[3] − wspólnie z Gaetano Chiaverim i Janem Krzysztofem Knöfflem;
- 1745-1748 - przebudowa pałacu Saskiego w Warszawie;
- Kaplica królewska w Pałacu Saskim w Warszawie, nie istnieje;
- 1748 - projekt Operalni saskiej, nie istnieje;
- projekt przebudowy Zamku Ujazdowskiego w Warszawie (niezrealizowany).

## Galeria

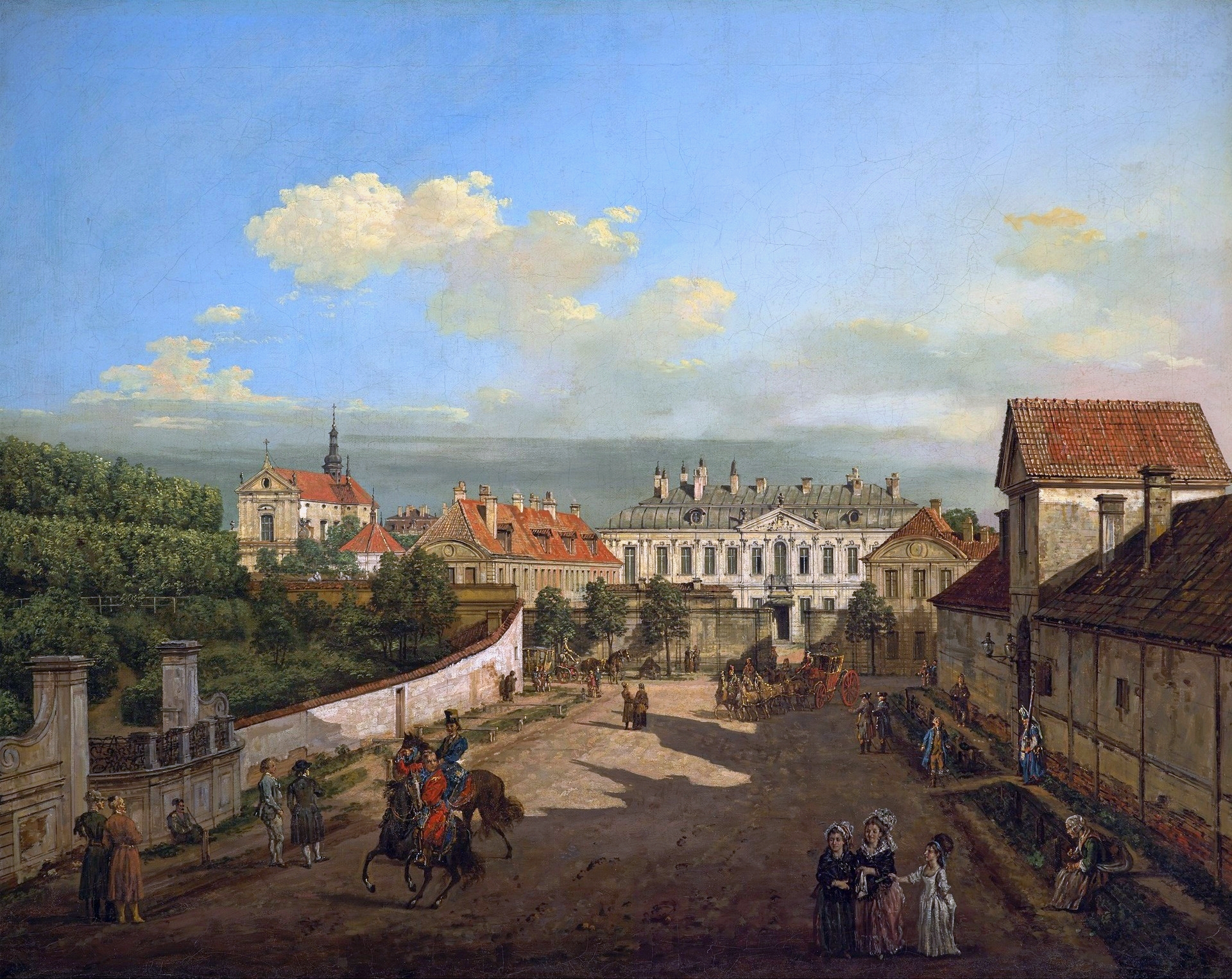
Pałac Błękitny w Warszawie
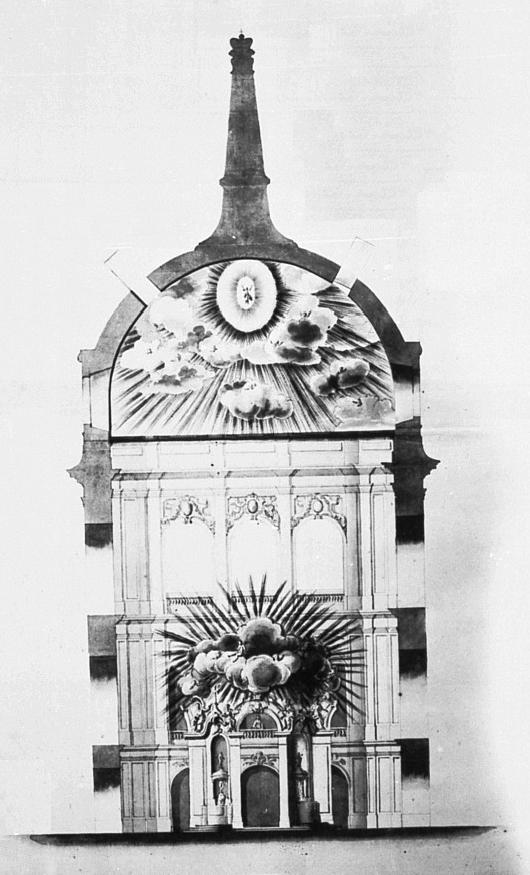
Projekt kaplicy w pałacu w Ujazdowie
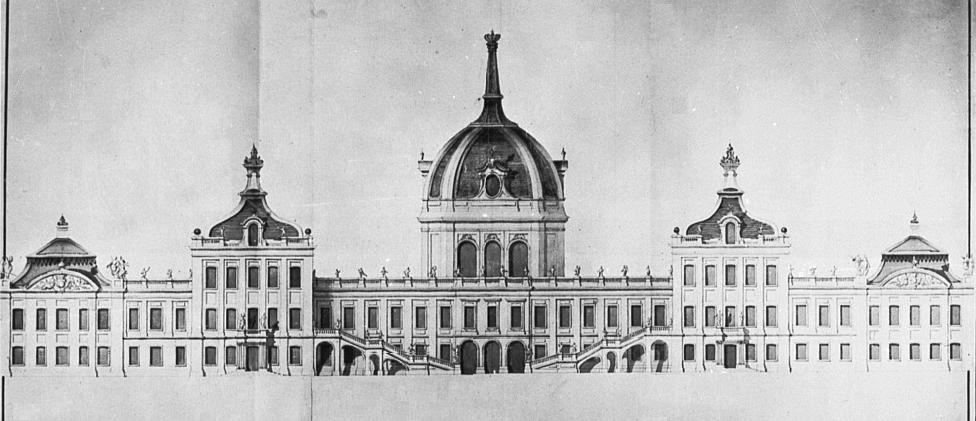
Projekt pałacu w Ujazdowie
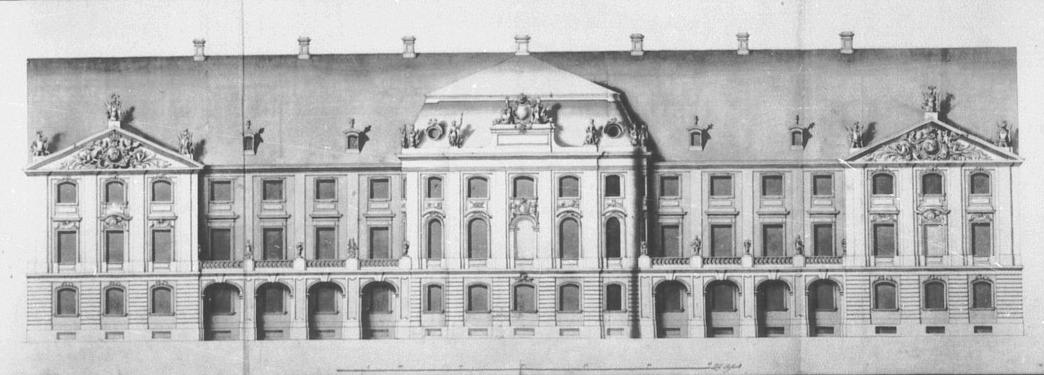
Projekt Zamku Królewskiego w Warszawie
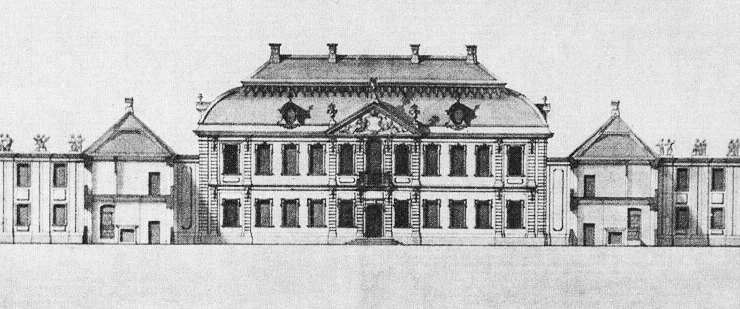
Pałac Błękitny w Warszawie
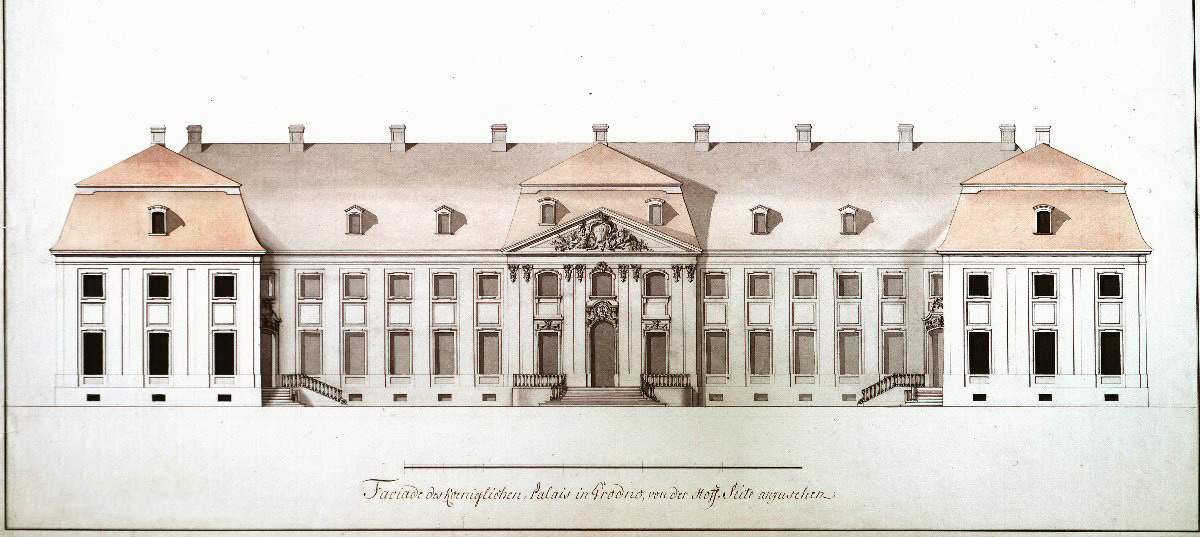
Nowy Zamek w Grodnie
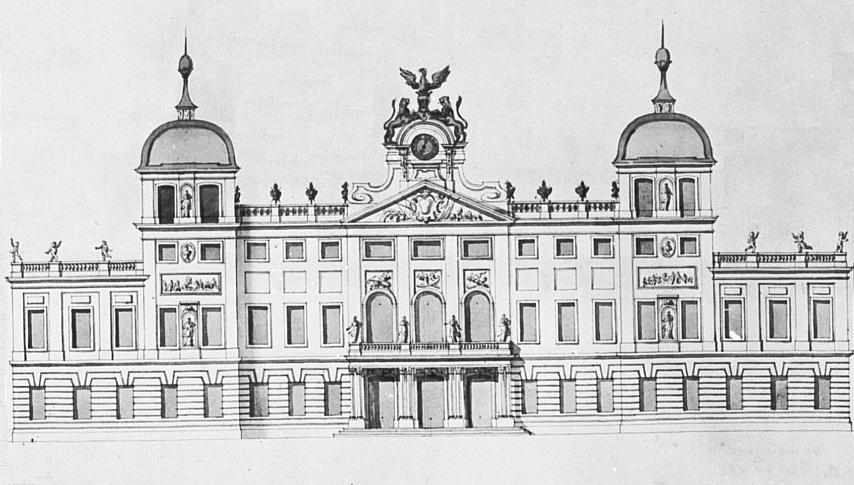
Pałac Sułkowskich (Kazimierzowski) od strony ogrodu
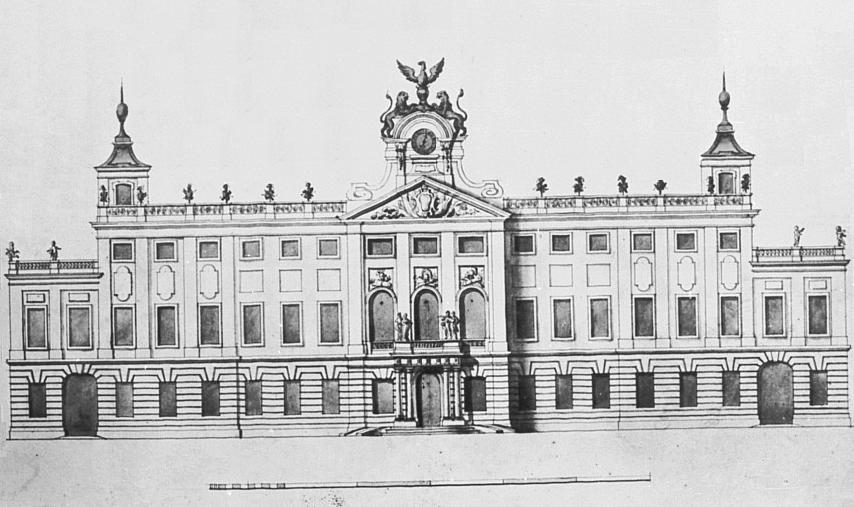
Pałac Sułkowskich (Kazimierzowski), fasada główna